# CTE Bocaina (D-22)
CTE Bocaina (D-22) (ex- USS Marts (DE-174), Classe Cannon) foi um navio de guerra tipo contratorpedeiro da Classe Bertioga da Marinha do Brasil.
O Bocaina foi construído pelo estaleiro Federal Shipbuilding and Drydock Company, em Newark, New Jersey, Estados Unidos. Foi transferido por empréstimo e incorporado a Marinha do Brasil em 20 de março de 1945.